# Klepper (cheval)
Un Klepper est un petit cheval de selle, la notion de Klepper étant d'usage dans différents pays de l'Europe du Nord.

## Dénomination
Les chevaux de Livonie à la fin du XIXe siècle sont désignés sous ce nom. Dans les pays baltes, la notion de doppel klepper désigne un Klepper de qualité supérieure.
En allemand de 1824, selon Jean Frédéric Moutoux, la notion de Klepper désigne un « mauvais cheval de selle ».
La notion de « Klepper estonien » désigne désormais le cheval estonien moderne.

## Description
C'est un petit cheval de selle d'apparence grêle, vigoureux et dur à la fatigue.

## Utilisations
Ces petits chevaux sont historiquement utilisés aussi bien pour le labour que sous la selle.